# Pseudomys novaehollandiae
Pseudomys novaehollandiae é uma espécie de roedor da família Muridae. Foi primeiramente descrita por George Waterhouse em 1843. A espécie ficou desaparecida por cerca de um século, até ser redescoberta no Parque Nacional Ku-ring-gai Chase em 1967. É encontrado apenas na Austrália, dentro dos estados New South Wales, Queensland, Victoria e Tasmania.